# Calanthe sanderiana
Calanthe sanderiana är en orkidéart som beskrevs av Benjamin Samuel Williams. Calanthe sanderiana ingår i släktet Calanthe och familjen orkidéer.
Artens utbredningsområde är Vietnam. Inga underarter finns listade i Catalogue of Life.

## Bildgalleri

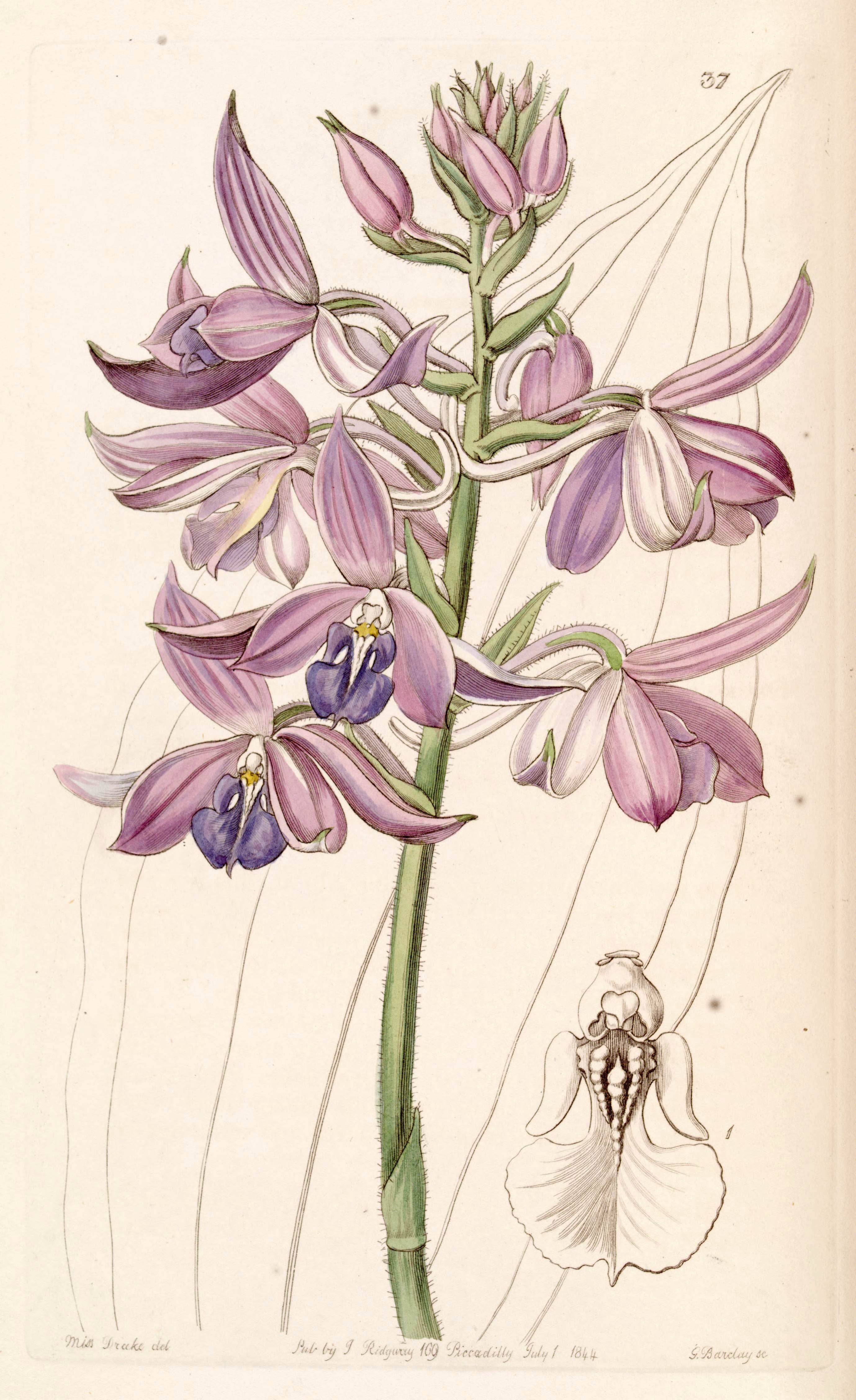
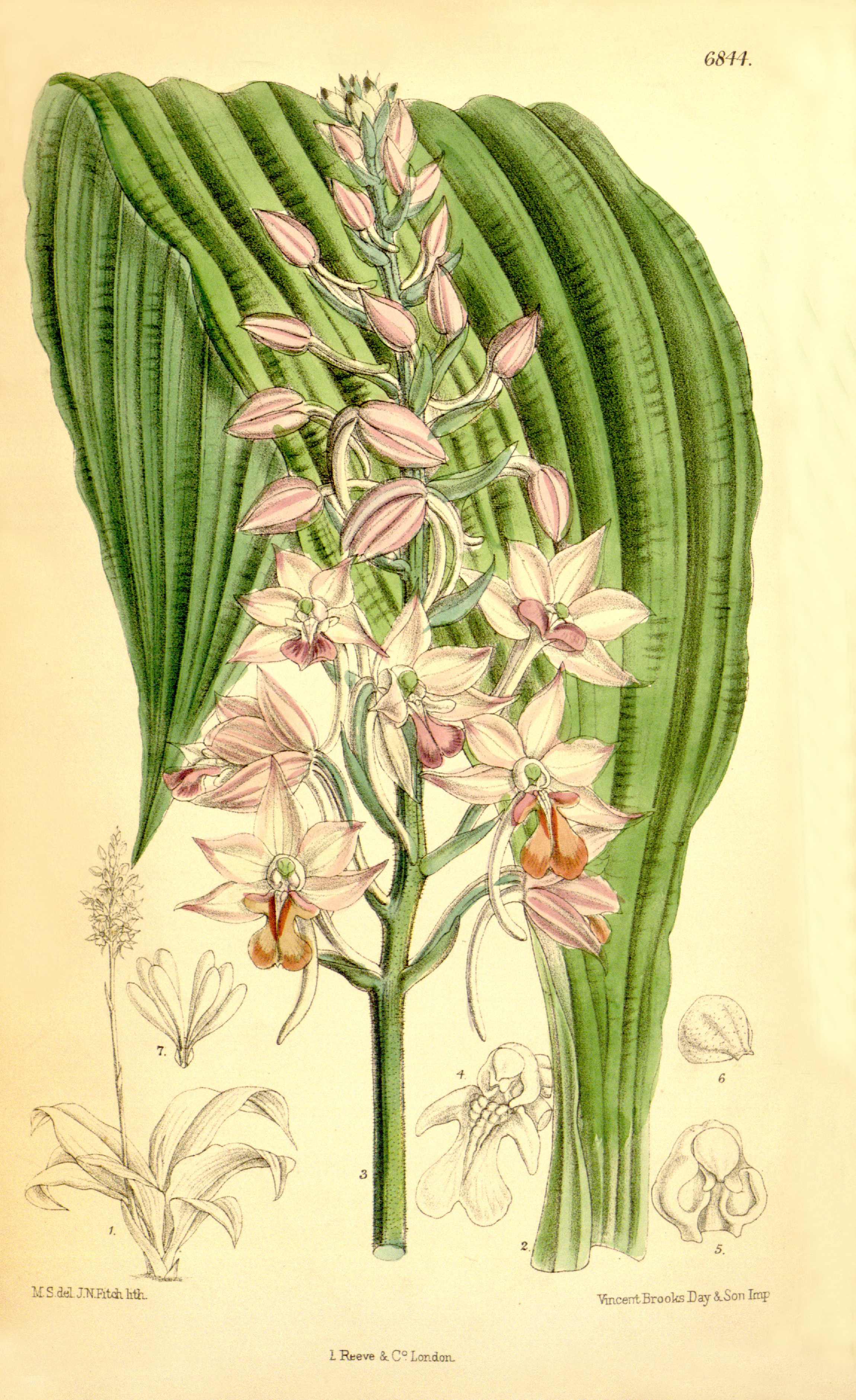
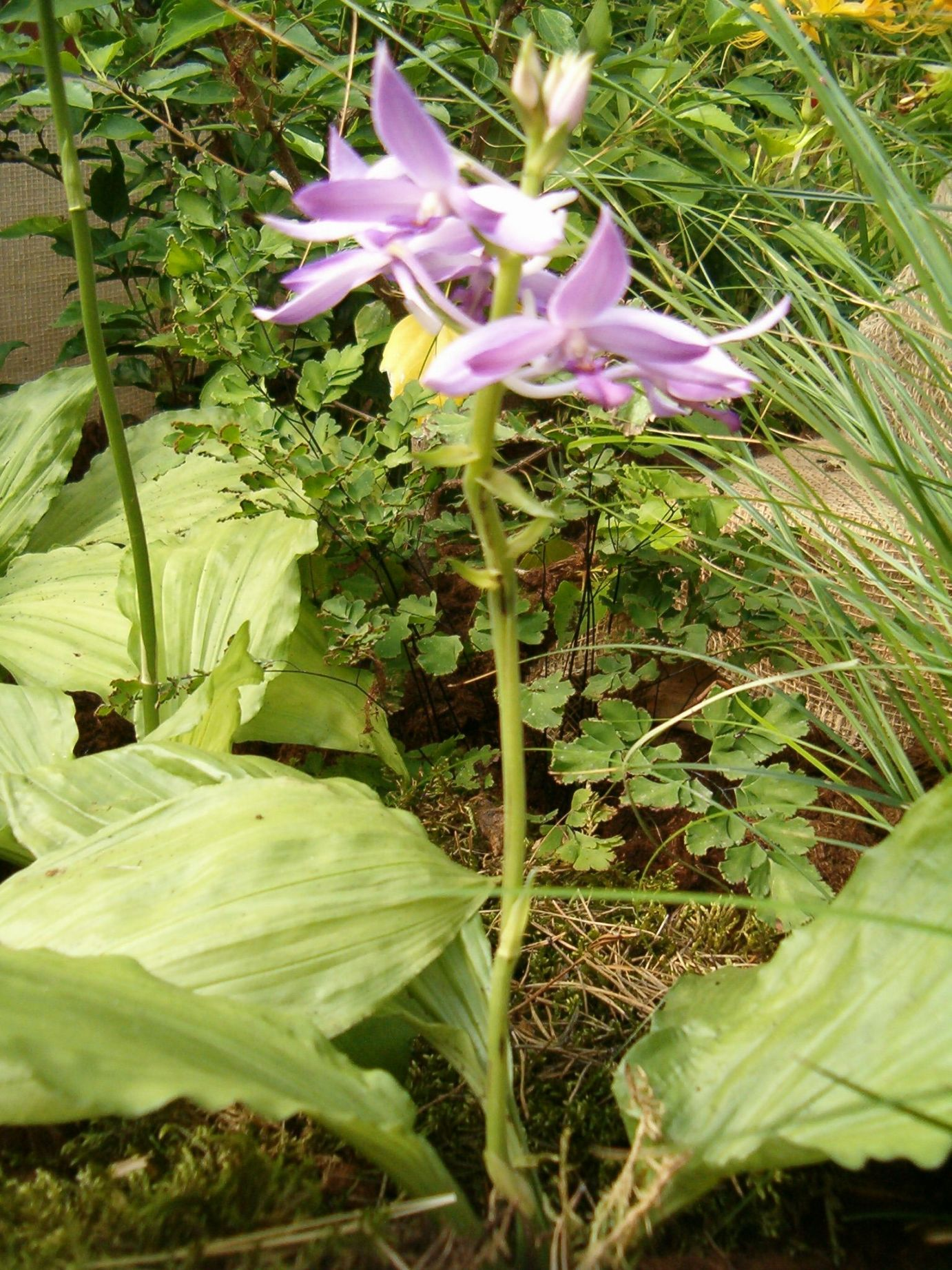
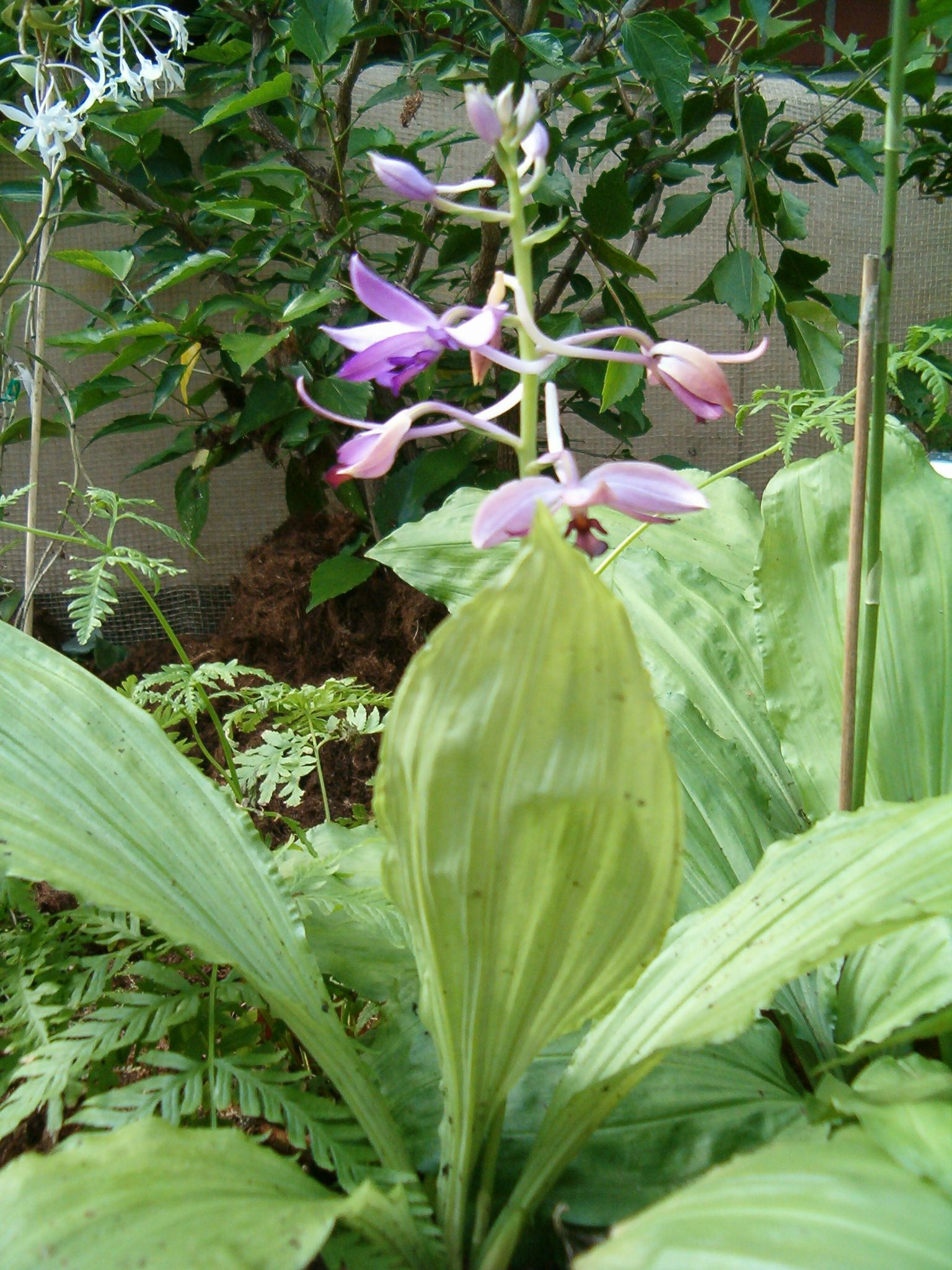